# Philippe Lavot
Philippe Lavot  est un acteur français de cinéma, théâtre et télévision, ainsi qu'un auteur-compositeur-interprète, coach du jeu de l'acteur et de la chanson, directeur artistique et metteur en scène de théâtre.

## Théâtre
- 1967 en terminale au Lycée Buffon, Philippe Lavot se voit alors proposé par son professeur de philo et lettres antiques, Monsieur Lauxerrois qui croit entre autres en son talent d'acteur de jouer dans la pièce qu'il monte au lycée pour la fin d'année : Antigone de Jean Anouihl. Philippe Lavot grâce à ce merveilleux professeur jouera pour la première fois de sa vie.Il sera  Hemon, l'amoureux d'Antigone.
- 1968 : Le Misanthrope de Molière, mise en scène d'Anicette Frey, avec Philippe Lavot, Richard Berry, Yvan de Bournazel - Compagnie Anicette Frey- Festival de Veyrac.
- 1969 : Antigone de Jean Anouilh, cette fois mise en scène par Anicette Frey, avec Philippe Lavot à nouveau dans le rôle d'Hémon, l'amour d'Antigone, pour la Compagnie Anicette Frey, au Festival de Veyrac.
- 1970 : L'Arrachement de Jean-Pierre Darmon, mise en scène de Jean Michaud, avec Philippe Lavot, Pierre Romans, Monique Mélinand et Jean Michaud, aux Trêtaux de France, en tournée dans toute la France.
- 1970 : entrée de Philippe Lavot au Conservatoire national supérieur d'art dramatique de Paris dans la classe de Lise Delamare; son  directeur est alors : Pierre-Aimé Touchard.
- 1971 : Philippe Lavot, avec l'accord de Pierre-Aimé Touchard, prend un an de congé du Conservatoire national supérieur d'art dramatique de Paris pour aller à New-York suivre pendant un an les cours de l'Actor'Studio  alors dirigés par Lee Strasberg  - de retour à Paris en 1972, il réintègre le Conservatoire national de Paris dans la classe de Jean-Laurent Cochet et y accomplit ses deux dernières années jusqu'au terme du cursus complet de 3 années.
- 1973 : - alors en deuxième année du conservatoire, Philippe Lavot est remarqué par Pierre Mondy  et Jean Poiret et, dès lors, va jouer le rôle de Laurent dans La Cage aux folles auprès de Michel Serrault et Jean Poiret, ainsi que de Maurice Bray, Pierre Decazes, Paul Demange, Yves Llobregat, Danièle Luger, Benny Luke, Jacqueline Mille, Frédéric Norbert, Marco Perrin, Marcelle Ranson-Hervé et Jean-Claude Robbe; Philippe Lavot jouera cette pièce, mise en scène par Pierre Mondy, jusqu'en 1976 au théâtre du Palais-Royal à Paris.
- 1977 : Après plus de 1000 représentations dans La Cage aux folles, Philippe Lavot prend un congé sabbatique et va exercer auprès de l'agence de création publicitaire ''Didier Bernardin Sarl'' ses talents artistiques de créatif dans le domaine du packaging - et ceci jusqu'en 1981.
- 1981 : retour au théâtre : À Memphis il y a un homme d'une force prodigieuse de Jean Audureau, mise en scène de Henri Ronse, avec François Chaumette, Pascal Légitimus, Philippe Lavot, au Théâtre de L'Europe-Odéon à Paris.
- 1982 : Philippe Lavot jouera au Théâtre des Variétés à Paris, dans :Chéri de Colette, auprès de Michèle Morgan, dans une mise en scène de  Jean-Laurent Cochet, avec Jean-Pierre Bouvier et Odette Laure.
- 1985 : Victor Hugo Amoureux de Alain Decaux, mise en scène de Paul-Émile Deiber de La Comédie Française, avec Philippe Lavot, en Tournée dans toute la France, Suisse et Belgique.
- 1986 à l'Opéra de Palerme en Sicile, le chef d'orchestre Riccardo Muti propose à Philippe Lavot d'interpréter à lui seul, en une sorte de one-man-show, les trois personnages récitants : le Lecteur, le Soldat et le Diable, de  L'Histoire du Soldat, mimo-mélodrame sur la musique d' Igor Stravinsky et le texte de Charles-Ferdinand Ramuz
- 1986-1987 au théâtre des  Célestins à Lyon, Philippe Lavot jouera La Suite du Menteur de Pierre Corneille mis en scène par Françoise Seigner
- 1987 : Le Malade imaginaire de Molière, mise en scène Pierre Boutron, avec Michel Bouquet au  Théâtre de l'Atelier
- 1989 Philippe Lavot jouera Le Martyr dans "Le Martyr de Saint-Sébastien" Œuvre de théâtre de Gabriele D'Annunzio sur la musique de Claude Debussy  dirigé par Georges Prêtre à la Salle Pleyel, à Paris.
- 2002 : L'Ouverture de Christian Bernard, avec Philippe Lavot , Katia Tolédano, au Théâtre de Nesle à Paris.
- 2010 : C'est le bonheur de vivre, c'est mieux que l'or  (ou en sous-titre :Comme le plafond de l'Opéra") de Françoise Goussard et Philippe Lavot. Idées d'arrangements musicaux de Philippe Lavot. Réalisation technique des arrangements : Axel Labarre Une comédie dramatique "Seule-En-Scène" avec Françoise Goussard.

## Filmographie sélective

### Télévision
- 1973 : La tête à l'envers (Le journaliste)
- 1975 : Les habits neufs du grand duc
- 1985 : La mariée est trop belle
- 1985 : Châteauvallon
- 1991 : Cas de divorce (Le journaliste)
- 1994 : Les Garçons de la plage (Norbert Michaux)
- 1997  : Les Vacances de l'amour (Saison 2 : le secret de Jeanne)
- 1998  : Les Vacances de l'amour.
- 1999 : à la télévision : Les Vacances de l'amour rôle d'Antoine le chauffeur fou du milliardaire
- 2015 : Les Mystères de l'amour.
- 2016 : Les Mystères de l'amour.

### Cinéma
- 1975 : Antoine dans  La Rage au poing d'Éric Le Hung
- 2010 : The boss dans Vanille de Mark Sloss

## Auteur, compositeur, interprète
- 1998 : au Théâtre de Dix-Heures, Sissi, l'insecte métallique paroles de Philippe Lavot et musique de Philippe Lavot et Patrick Penet, L'or en amphore paroles de Philippe Lavot et musique de John Way.
- 1999 : à L'Espace Kiron, "Sissi, l'insecte métallique", paroles de Philippe Lavot et musique de Philippe Lavot et Patrick Penet, L'or en amphore  paroles de Philippe Lavot et musique de John Way.
- 2001 : au Sentier des Halles, Sissi, l'insecte métallique, paroles de Philippe Lavot et musique de Philippe Lavot et Patrick Penet, L'or en amphore  paroles de Philippe Lavot et musique de John Way.